# خوان كروز بولادو
خوان كروز بولادو (بالإسبانية: Juan Cruz Bolado)‏ هو لاعب كرة قدم أرجنتيني في مركز حراسة المرمى، ولد في 22 يوليو 1997 في مندوزا في الأرجنتين. لعب مع غودوي كروز.

## وصلات خارجية
- خوان كروز بولادو على موقع قاعدة بيانات كرة القدم.إي يو (الإنجليزية)
- خوان كروز بولادو على موقع Soccerway.com (الإنجليزية)